# Sweet Bordeaux

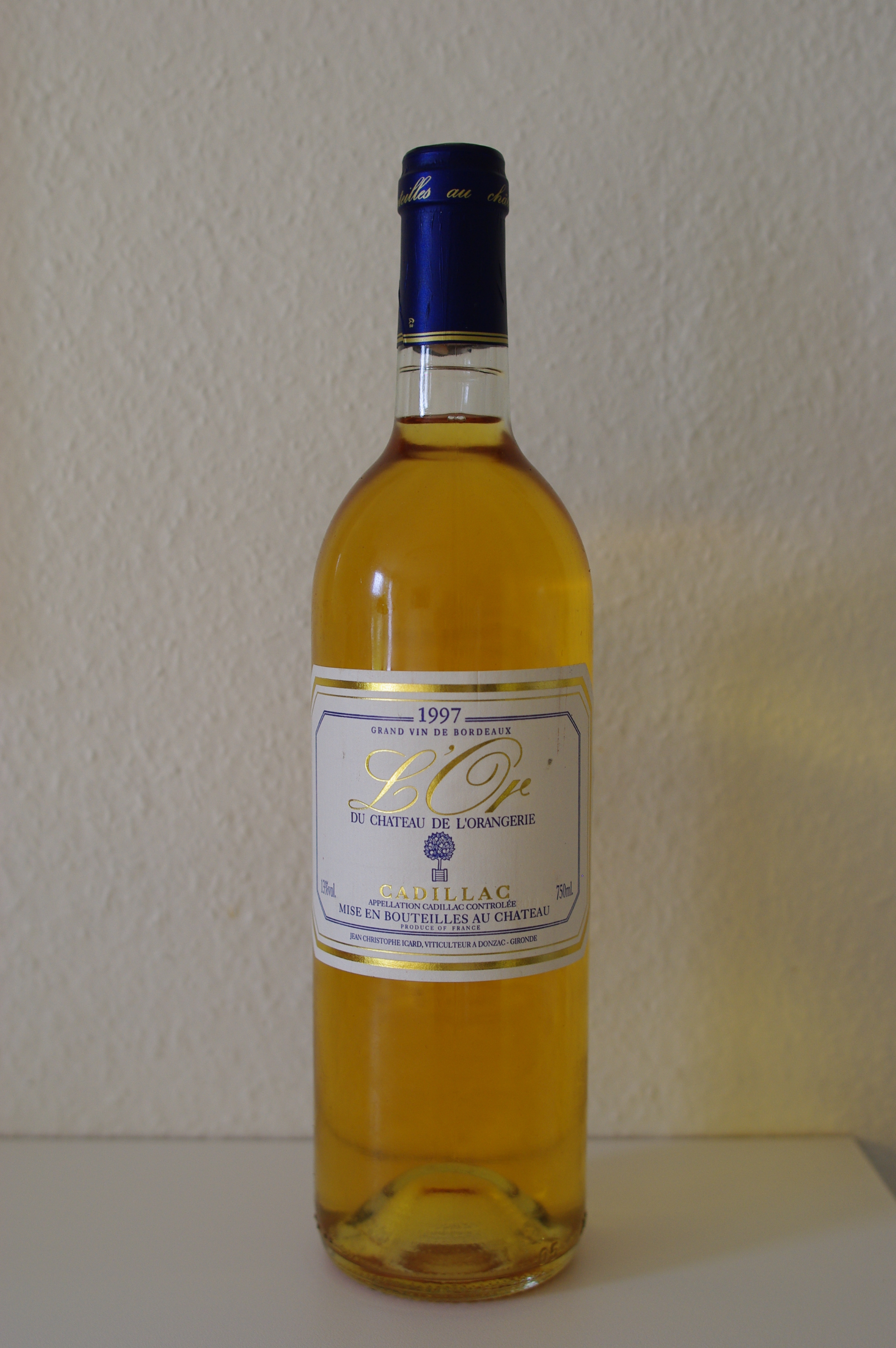
AOC cadillac, L'Or du Château de l'Orangerie, millésime 1997.

Sweet Bordeaux est une marque créée en 2009 par l'Union des grands vins liquoreux de Bordeaux. Elle concerne les onze AOC des vins moelleux et liquoreux du vignoble de Bordeaux (produits en France, dans le département de la Gironde) : cadillac, loupiac, sainte-croix-du-mont, cérons, barsac, sauternes, premières-côtes-de-bordeaux, côtes-de-bordeaux-saint-macaire, bordeaux-supérieur, sainte-foy-bordeaux et graves-supérieures.

## Situation des vignobles
L’aire de production des Sweet Bordeaux se situe à 30 kilomètres au sud de Bordeaux, le long de la Garonne. Les vignobles se concentrent sur un tout petit terroir de quelques communes seulement.
Sur la rive gauche de la Garonne, les aires de production des graves-supérieures et cérons forment une plaine aux ondulations légères et celles des sauternes et barsac, des groupes graveleux.
Sur la rive droite, les aires des appellations premières-côtes-de-bordeaux, côtes-de-bordeaux-saint-macaire, loupiac, sainte-croix-du-mont et cadillac occupent des coteaux creusés d’étroits vallons. 
Le sainte-foy-bordeaux borde la rive gauche de la Dordogne, tandis que le bordeaux-supérieur peut provenir de l’ensemble du vignoble de Bordeaux.

## Objectifs
Cette production, connue initialement sous le vocable des « Vins d'Or », était souvent catégorisée sous le nom de Sweet Bordeaux sur les cartes des vins des restaurants à l'étranger. Les producteurs de vins doux l'ont donc adopté pour conquérir le marché international. Les onze appellations s'identifient désormais par « une signature, une typo et des couleurs nouvelles ».
Aux accords traditionnels mets/vins foie gras, roquefort ou dessert, l'objectif est de faire découvrir des harmonies inédites tant pour un public de connaisseurs que pour un public féminin ou de jeunes consommateurs.
Cette découverte passe aussi par une reconquête du marché intérieur et principalement local. C'est dans ce cadre que sont organisées des sweet hours qui permettent de déguster ces vins en accord parfait avec de nouveaux mets. Le but aussi est de faire sortir les sweeters pour les inciter à déguster sur le lieu de production. Cette idée a été mise en place par l'Union des liquoreux de Bordeaux, qui organise des dégustations dans les domaines viticoles.

## Vins et cépages
Initiative qui permet de se familiariser avec les cépages : le sémillon (80 %), en raison de son aptitude à développer la « pourriture noble », le sauvignon (20 %) et la muscadelle.
Un avenir auquel croit fermement Christophe Durand, propriétaire du Château de la Tour et coprésident du Club des entreprises du canton de Cadillac : « Les Sweet Bordeaux représentent une vraie chance pour le développement du territoire. Dans notre région, de part et d'autre de la Garonne, la viticulture est l'élément moteur de la vie économique ».

## Quelques chiffres
La marque Sweet Bordeaux représente plus de 530 châteaux produisant des vins moelleux (teneur en sucre comprise entre 30 et 50 grammes par litre) et liquoreux (teneur en sucre supérieure à 50 grammes par litre).
- Surface en production : 4 040 hectares (2 % de la production bordelaise)
- Production annuelle moyenne : 112 607 bouteilles
- Rendement moyen : 30 hectolitres par hectare
- Nombre de propriétés : 530 environ